# Biblioteca Popular Antonio Mentruyt
La Biblioteca Popular Antonio Mentruyt se encuentra ubicada en la ciudad de Lomas de Zamora. Fue fundada el 1 de agosto de 1913 a partir de un proyecto de Antonio Mentruyt, quien en 1900 había fundado la Sociedad Popular de Educación con el objetivo de difundir la enseñanza. La apertura definitiva de la biblioteca, bajo el nombre de Biblioteca del Maestro, ocurrió el 6 de julio de 1916. Un año después y por decreto del poder ejecutivo, se dictaminó que los certificados de estudios primarios otorgados por la institución tuvieran reconocimiento oficial. Más tarde, el instituto fue cedido al Estado, creándose una Escuela normal mixta, avanzando de esta forma exclusivamente en la conformación de una biblioteca.
El edificio consta de tres plantas y 1300 m² de superficie. Posee un salón de actos con 300 asientos, un escenario de 70 m², una sala de lectura, cuatro salas menores y dependencias para portería.
Durante su pico máximo llegó a tener 5000 miembros activos, de los cuales hoy permanecen 400 aproximadamente. Cuenta con 30.000 volúmenes, entre los que se destacan aquellos que pertenecieron al escritor Roberto J. Payró y una colección de videos educativos donados por los propios socios.
El 9 de noviembre de 2008, el edificio fue declarado Monumento Histórico Nacional a partir del decreto (1592-08).